# Port lotniczy Ålesund
Port lotniczy Ålesund – Vigra – regionalny port lotniczy położony na wyspie Vigra koło miasta Ålesund w Norwegii.

## Linie lotnicze i połączenia
| Linia lotnicza                  | Kierunek                                                                                 |
| ------------------------------- | ---------------------------------------------------------------------------------------- |
| Braathens International Airways | Sezonowe czartery: 1. Antalya                                                            |
| Discover Airlines               | Sezonowo: 1. Frankfurt (od 3 maja 2025)                                                  |
| KLM                             | 1. Amsterdam                                                                             |
| Norwegian Air Shuttle           | 1. Alicante 2. Londyn-Gatwick (od 11 kwietnia 2025) 3. Oslo-Gardermoen                   |
| Scandinavian Airlines System    | 1. Oslo-Gardermoen Sezonowo: 1. Bergen Sezonowe czartery: 1. Chania 2. Palma de Mallorca |
| Widerøe                         | 1. Bergen 2. Trondheim                                                                   |
| Wizz Air                        | 1. Gdańsk 2. Kowno                                                                       |